# موسم جاف

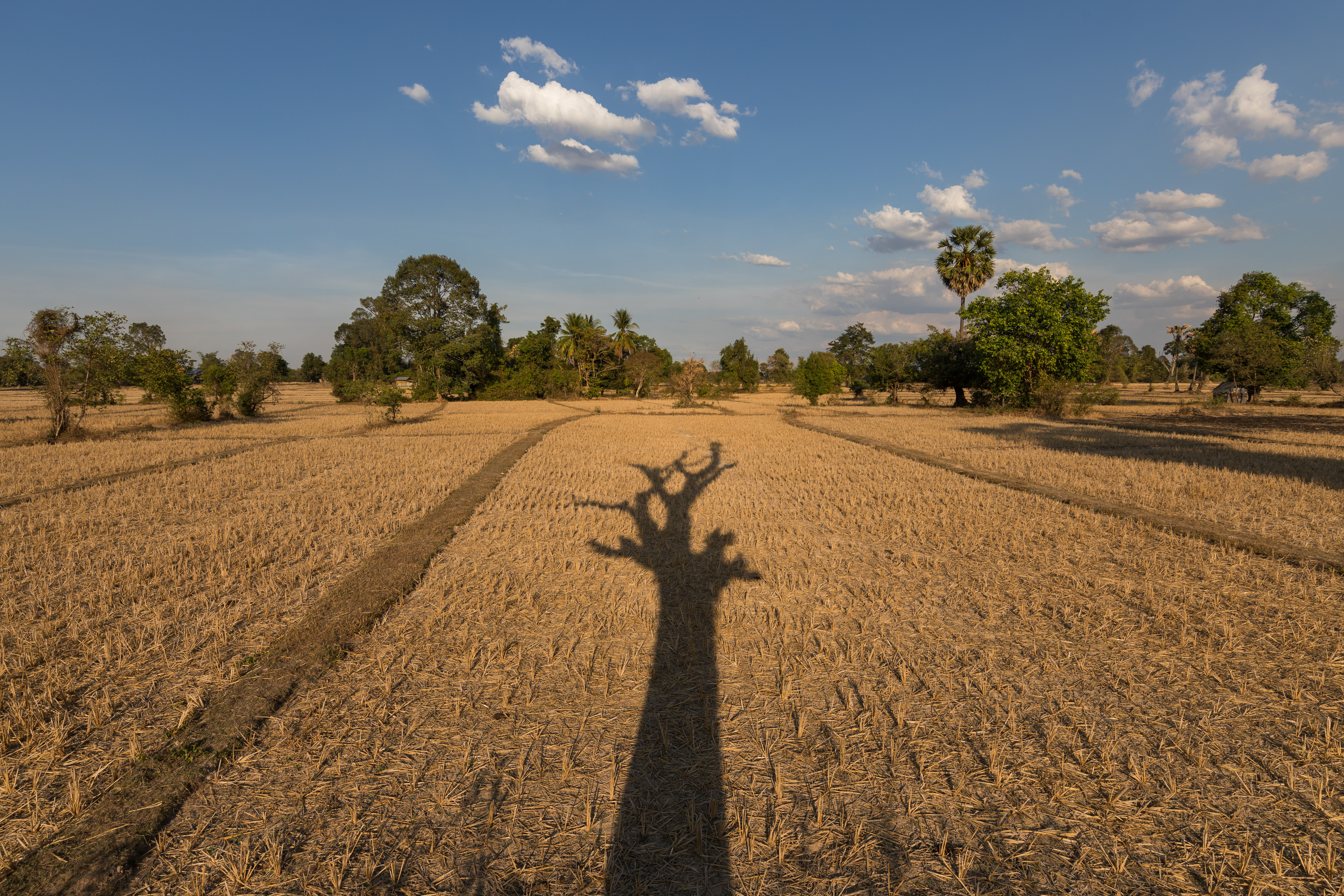
صورة في يوم مشمس مع سماء زرقاء وغيوم بيضاء ، في وقت متأخر بعد الظهر،يظهر فيها ظل طويل لشجرة ميتة بفروعها في حقل جاف.

الموسم الجاف (مرادفا الجفاف) هو مصطلح في المناخ يستخدم لوصف الأحوال الجوية في المناطق المدارية. الطقس في المناطق المداريه يسيطر عليه حزام الأمطار الاستوائية. من أبريل إلى سبتمبر، ينتقل المطر إلى المناطق المدارية الشمالية والجنوبية التي تعاني من «موسم الجفاف». يصل إلى مدار السرطان وإلى جنوب مدار الجدي.